# حملة نيوفندلاند (1702)
كانت حملة نيوفندلاند حملة غزوٍ بحرية قادها الربان الإنجليزي جون ليك بين شهري أغسطس وأكتوبر عام 1702، واستهدفت المستوطنات الفرنسية الاستعمارية الواقعة على جزيرة نيوفندلاند شمال الأطلنطي، وجزيرة سان بيير التابعة لها. وقعت الحملة في الأيام الأولى لحرب الملكة آن، تزامنًا مع اندلاع حرب الخلافة الإسبانية ودوران أحداثها في مسرح أميريكا الشمالية.
رسى فيلق ليك في المستوطنات الفرنسية على الساحل الجنوبي لنيوفندلاند، فدمّر مرسى لسفن الصيد وعددٍ من البنى التحتية الأخرى. استولى ليك على سفن الصيد والتجارة، ودمّر معظم المستوطنة في سان بيير. أما آخر خطوة قام بها ليك قبل العودة إلى إنجلترا، فهي استيلاؤه على عددٍ من السفن الفرنسية المرافقة لسفن التجارة أثناء رحلتها تجاه أوروبا. استولى ليك على أكثر من 50 سفينة إجمالًا، ودمر 6 مستوطنات موسمية. لم تتعرض القاعدة الفرنسية المحصنة بشكل جيد في بليزانس إلى هجوم.

## خلفية تاريخية
نشبت الأعمال العدائية المرتبطة بحرب الخلافة الإسبانية في عام 1701، لكن إنجلترا لم تنخرط فيها حتى سنة 1702، وخططت لحملة بحرية كبرى ضد أهدافٍ في إسبانيا. في التاسع من يونيو عام 1702 (التقويم القديم)، أصبحت نيوفندلاند هدفًا عندما أخبرَ جورج تشرشل، وهو كبير مستشاري اللورد الأميرال الأمير جورج، الربانَ جون ليك «أعلمت الأمير بمقترحي، سيتوجب عليك قيادة أسطول نحو نيوفندلاند، ستكون رئيس الأسطول». جاء تفويض ليك، الصادر في الرابع والعشرين من شهر يونيو، واحتوى تعليمات للتحقق من القوة العسكرية للفرنسيين في نيوفندلاند، و«إزعاجهم هناك، سواء في موانئ الصيد أو البحر». طُلب من ليك أيضًا استطحاب سفينتين تجاريتين في طريقي الذهاب والعودة، وإعداد تقرير عن ظروف المستوطنات الإنجليزية ومصائد السمك هناك، والتصرف بمثابة حاكم الأراضي هناك. لإنجاز هذه المهمات، مُنح ليك قيادة سفينة خطية من الرتبة الرابعة، وهي إتش إم إس إكزيتير، وأسطول صغير من السفن. في الثاني والعشرين من شهر يوليو عام 1702، غادر ليك من ميناء بليموث بصحبة أسطول مؤلفٍ من 9 سفن، من بينها 6 سفنٍ خطية. كانت سفنه من الرتبة الرابعة (بالإضافة إلى سفينة إكزيتير)، وهي إتش إم إس أسيستينس وإتش إم إس مونتاغو وإتش إم إس ليتشفيلد وإتش إم إس مدواي وإتش إم إس ريزرف.
شهدت نيوفندلاند صراعات كثيرة خلال حرب الملك ويليام (1689–1697). أجرى الفرنسيون أكثر حملاتهم طموحًا إلى جانب القوات الهندية الأصلية تحت قيادة بيير لو موين د إبرفيل عام 1696. كانت حملته الغازية ذات أثر تدميري كبير، فدمر تقريبًا جميع المستوطنات الإنجليزية الواقعة على الجزيرة بشكل كامل. أعاد سكان معظم تلك المستوطنات بناءها بعد فترة قصيرة، وحُصّن الميناء الإنجليزي الرئيس في سانت جونز بشدة.
كانت المستوطنات الفرنسية الدائمة في نيوفندلاند قليلة نسبيًا. فشُغلت معظم مستوطنات الفرنسيين، مثل تلك الموجودة في خليجي تريباسي وسانت ماريز، خلال فترة الصيف ومن طرف الصيادين الذين عادوا إلى أوروبا في نهاية الموسم. استُوطنت بلدة بليزانس الرئيسة بشكل دائم، واحتوت تحصيناتها حامية صغيرة. في عام 1702، خضعت البلدة مؤقتًا لحكم فيليب باستور دو كوستوبيل، وهو ربان جنود البحرية الفرنسية في كندا، الذين كان بانتظار مجيء الحاكم التالي دانيال دوجير دو سوبركاس (الذي لم يصل حتى عام 1703). كان تعداد السكان الفرنسيين الدائمين في نيوفندلاند صغيرًا نسبيًا –غادر 180 مستوطنًا فرنسيًا نيوفندلاند عندما هجروا مستعمرتهم عام 1713.
امتلك الفرنسيون مستوطنة صغيرة على جزيرة سان بيير، الواقعة جنوب نيوفندلاند في خليج سان لورنس. لم يصل حاكمها سيباستيان لي غوي حتى شهر يوليو من عام 1702، وأنشأ حصنًا خشبيًا أوليًا مزودًا بـ 4 مدافع.